# Polycope ovalis
Polycope ovalis is een mosselkreeftjessoort uit de familie van de Polycopidae. De wetenschappelijke naam van de soort is voor het eerst geldig gepubliceerd in 1982 door Bonaduce et al..